# Robert Duffy
Robert Duffy, né le 21 août 1954 à Rochester, est un homme politique américain. Membre du Parti démocrate, il est lieutenant-gouverneur de l'État de New York de 2011 à 2014.